# Unterküps
Unterküps ist ein Gemeindeteil des oberfränkischen Marktes Ebensfeld im Landkreis Lichtenfels.

## Geographie
Das Dorf liegt in einem engen Tal mit bewaldeten Steilhängen östlich vom Maintal, rund sieben Kilometer von Ebensfeld entfernt. Unterküps ist in Ost-West-Richtung angeordnet und wird vom Aschbach, einem linken Zufluss des Mains, durchflossen. Die Kreisstraße LIF 11 von Frauendorf nach Kleukheim führt durch den Ort.

## Geschichte
Unterküps wurde erstmals vor 1285 im Bamberger Domnekrolog von 1285 bis 1287 bezüglich der Jahrtagstiftung der Agnes „de Kvbezze“ erwähnt. 1801 gab es in Unterküps ein Gemeindehaus und 26 häusliche Lehen, davon neun des Bamberger Fürstbischofs und eine Mühle mit zwei Mahlgängen. Die Dorfherrschaft besaß das Lichtenfelser Amt des Bamberger Fürstbischofs.
Im Jahr 1862 wurde Unterküps in das neu geschaffene bayerische Bezirksamt Staffelstein eingegliedert. Das Dorf gehörte zur Landgemeinde Oberküps im Landgericht Staffelstein.
1871 hatte Unterküps 142 Einwohner, die alle katholisch waren, und 72 Gebäude. Die katholische Schule befand sich im einen Kilometer entfernten Oberküps und die Kirche war im zwei Kilometer entfernten Kleukheim. 1900 zählte die 663,71 Hektar große Landgemeinde Oberküps 311 Einwohner, Unterküps 129 Einwohner und 27 Wohngebäude sowie 1925 130 Personen, von denen alle katholisch waren, in 23 Wohngebäuden. 1950 hatte Oberküps 147 Einwohner und 23 Wohngebäude. Die zuständige evangelische Pfarrei war in Staffelstein. Im Jahr 1970 zählte das Dorf 117, 1987 insgesamt 106 Einwohner sowie 21 Wohnhäuser mit 23 Wohnungen.
Am 1. Juli 1972 wurde der Landkreis Staffelstein aufgelöst. Unterküps kam zum Landkreis Lichtenfels und wurde mit Oberküps nach Kleukheim eingemeindet. Am 1. Mai 1978 folgte die Eingliederung der Gemeinde Kleukheim nach Ebensfeld.

## Sehenswürdigkeiten
Die katholische Ortskapelle Herz-Jesu wurde nach Bauplänen von 1908 errichtet. Die Grundsteinlegung erfolgte am 15. August 1911, die Fertigstellung war am 1. Mai 1912 und die Weihe 1913. 2011 führte die Gemeinde eine Renovierung durch. Es ist ein dreiachsiger Saalbau mit dreiseitigem Schluss. Der Kirchturm stammt aus dem Jahr 1966 und ersetzte einen Dachreiter über dem Westgiebel. Die bauzeitliche Ausstattung ist in neugotischen Formen gestaltet.
In der Bayerischen Denkmalliste sind für Unterküps sechs Baudenkmäler aufgeführt.